# غواصة يو-22 (ألمانيا)
غواصة يو-22 تعتبر واحد من 329 غواصة خدمت في البحرية الإمبراطورية الألمانية في الحرب العالمية الأولى. كان يو -22 منخرطا في الحرب البحرية وشارك في معركة الأطلنطي الأولى. قمت غواصة يو-22 ب 14 دورية، مما أدى إلى إغراق 43 سفينة لما مجموعه 46،583 طنًا. بالإضافة إلى ذلك، ألحقت أضرارًا بثلاث سفن بلغ مجموعها 9044 طناً.